# P/2014 L3 (Hill)
P/2014 L3 (Hill) — одна з короткоперіодичних комет сім'ї Юпітера. Ця комета була відкрита 10 червня 2014 року; вона мала 18m на час відкриття.